# Consiglio regionale della Guyana francese
Il Consiglio regionale della Guyana francese (in francese Conseil régional de la Guyane) è stata l'assemblea deliberativa della regione della Guyana francese. Nel dicembre 2015 è stata sostituita dall'Assemblea della Guyana francese.

## Storia
Il consiglio regionale è stato creato nel 1974 come assemblea dell'istituzione pubblica della regione della Guyana francese. Nel 1983, l'istituzione pubblica regionale della Guyana divenne consiglio regionale della Guyana francese, l'assemblea deliberativa della regione: le prime elezioni dei consiglieri regionali, a suffragio universale diretto e proporzionale, si tennero il 20 febbraio 1983.
In virtù di una legge organica e di una legge ordinaria del 27 luglio 2011, la Guyana francese diventa una collettività territoriale unica con un'assemblea. Quest'ultima è stata eletta nel dicembre 2015 e sostituisce il consiglio regionale e il consiglio generale.

## Sede
Dal 2005, il consiglio regionale si trova all'interno della Cité administrative régionale (CAR), situata nella periferia orientale di Caienna.

## Presidenti
| Mandato                          | Presidente | Presidente         | Partito | Partito                           |
| -------------------------------- | ---------- | ------------------ | ------- | --------------------------------- |
| 1974-1980                        |            | Serge Patient      |         | Unione per la Democrazia Francese |
| 1980-1982                        |            | Jacques Lony       |         | Partito Socialista Guianese       |
| 15 aprile 1982 - 27 marzo 1992   |            | Georges Othily     |         | Partito Socialista (Francia)      |
| 22 marzo 1992 - 26 marzo 2010    |            | Antoine Karam      |         | Partito Socialista Guianese       |
| 26 marzo 2010 - 18 dicembre 2015 |            | Rodolphe Alexandre |         | Divers droite                     |